# 厳誠流空手道厳誠塾
当て止めを基本としているが素面での顔面と金的蹴り等の攻撃が認められている実践空手である。また、掴んでからの攻撃および倒してからの攻撃も認められている。
試合は型をうち審査される型試合と組手試合に分かれる。

## 組手試合のルール
拳サポーター、金的(男性のみ)、マウスピースの装着が義務付けられている。
素面で顔面攻撃、金的蹴り、掴んでからの攻撃、倒してからの攻撃などあらゆる攻撃が認められている。審判の笛が鳴ってからの攻撃および相撃ち等は無効となる。
試合時間は3分間で勝敗がつかない場合は3分間の延長戦を行う。延長戦により勝敗がつかない場合は再度3分間の延長戦を行う。それでも勝敗がつかない場合は判定により勝敗を決める。
一本取り形式で上段(顔面)及び中段(ボディー)へのダメージのある突きや蹴り、金的蹴りなどを技ありとし技あり二本で一本となる。技ありでも相手に著しくダメージを与えた場合や戦闘不能にさせた場合は一本になる事がある。各大会の各部門で決勝戦のみは時間無制限の一本取りで行う。

## 大会
小学生低学年の部(小学1〜3年生)、小学生高学年の部(小学4〜6年生)、中学生の部、18歳未満の部(高校1〜3年生)、一般の部(18歳以上)の部門に分かれ、各部門で型試合と組手試合がある。また、型試合に関しては1〜3級、初段、二段、三段、四段、五段(緑帯、茶帯、黒帯)の一部と三級以下(白帯、橙帯、黄帯、青帯)の二部に分かれている。

## 厳誠五訓
一、 相互の自由を尊重すること。
一、 相互の信頼を得ること。
一、 労働を愛し努力をいとわぬこと。
一、 心身を練磨し健全に生きること。
一、 厳しく誠であること。